# António Cabrita Carneiro
António Sequeira Cabrita Carneiro (São Bartolomeu de Messines, 6 de Março de 1931 - 12 de Março de 1990) foi um cirurgião português. 

## Biografia

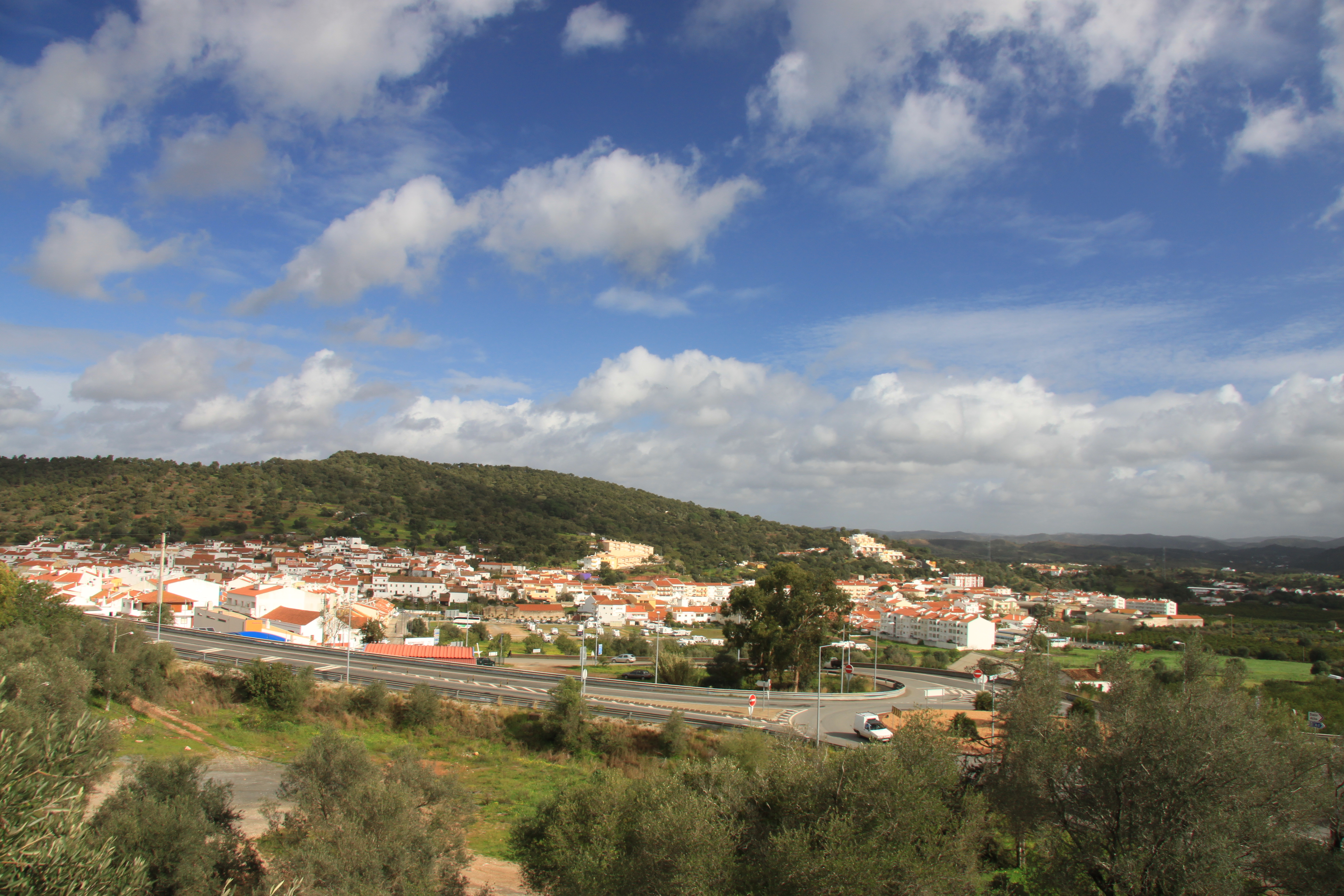
Vista geral de São Bartolomeu de Messines.

### Nascimento e educação
António Cabrita Carneiro nasceu em 6 de Março de 1931, em São Bartolomeu de Messines. Fez os estudos primários na terra natal, e depois cumpriu o liceu em Faro.
Frequentou depois a Faculdade de Medicina da Universidade de Coimbra, onde se licenciou, e fez o internato nos hospitais civis de Lisboa. Também esteve integrado no Teatro dos Estudantes da Universidade de Coimbra, onde participou em vários espectáculos em Portugal e no estrangeiro.

### Carreira profissional e benemérita
Iniciou a sua carreira no Algarve, tendo estado em São Bartolomeu de Messines e em Silves, onde fez a sua primeira apendicectomia.
Na Década de 1960 foi mobilizado pelo exército para servir em Timor, na posição de oficial médico-cirurgião. Regressou depois a Lisboa, onde participou com sucesso no concurso para Cirurgião-Geral dos Hospitais Civis. Em seguida, esteve integrado na direcção dos hospitais de São José e Santo António dos Capuchos, e foi director clínico no Hospital da Ordem Terceira de São Francisco
Escreveu de forma regular para o Expresso e outros periódicos, e publicou várias obras sobre medicina.
Destacou-se também pela sua actividade benemérita, como voluntário na Igreja Católica.

### Falecimento e família
Faleceu em 12 de Março de 1990. Esteve casado com Maria do Carmo Xavier Aranha nos princípios da década de 1960, com quem teve quatro filhos: António Pedro, Ana Carlota, Maria Rita e José Pedro.

## Obras
- Contributo para as definições do inquérito para operações de úlcera péptica gastro duodenal adequada ao meio séocio cultural português
- O diagnóstico da oclusão intestinal (em parceria com Nelson Castelões)
- Hérnias de deslizamento do hiato esofágico
- Uso das próteses na cura das hérnias da parede abdominal
- Úlcera gástrica e operação de Schoemaker
- A via pré peritoneal no tratamento das inguinais
- Hemorragias agudasnos tratamentos abdominais
- Cirurgia de Urgência no Banco do Hospital de São José
- As Resinas Troca-iões na eliminação da ascite e edemas da cirrose hepática (Separata da Revista Portuguesa de Medicina Militar, vol. 5, no 1)
- Vacinação antipoliomielítica

## Homenagens
O nome de António Sequeira Cabrita Carneiro foi colocado numa rua em São Bartolomeu de Messines.[carece de fontes?]